# Марк Диакон
Марк Диа́кон (др.-греч. Μάρκος Διάκονος; лат. Marcus Diaconus; IV век — V век) — дьякон церкви в городе Газа и писатель, автор сочинения «Житие святого Порфирия, епископа Газского».
Биографические сведения о самом Марке можно узнать лишь из его сочинения «Житие святого Порфирия, епископа Газского». Марк жил вместе с Порфирием, как дьякон служил вместе с Порфирием, выполнял его различные поручения. После смерти Порфирия Марк написал биографическое сочинение о Порфирии —  «Житие святого Порфирия, епископа Газского». Марк приехал в Иерусалим из Азии для того, чтобы поклониться святым местам. После чего, жил в Палестине, занимаясь каллиграфией и этим зарабатывал себе на жизнь. Из жития непонятно: жил ли Марк с Порфирием в Египте раньше или в Иерусалиме начал служить Порфирию. В Палестине Марк находится в очень близких отношениях с Порфирием, Порфирий полностью доверяет Марку. Порфирий посылает Марка на свою родину — в Фессалонику с письмом. В Фессалониках Марк разделяет имение Порфирия с его братьями. После этого Марк продает поместья Порфирия за три тысячи золотых, берёт одежду и серебро, а также и других тысячу четыреста золотых, доставшиеся по наследству Порфирию, и через три месяца отплывает назад. Прибывает в гавань Аскалонскую, через двенадцать дней после отплытия. В Аскалоне Марк нанимает вьючных животных и нагрузив их, привозит наследство Марка в Иерусалим. Порфирий продает одежду; и все деньги, которые имеет, раздает монастырям в Иерусалиме и в Египте (до приезда в Палестину Порфирий в течение 5 лет жил в скиту в Египте, где принял монашеский постриг). Порфирий посвятил себя ремеслу кожевника. Вскоре епископ Иерусалима поставляет Порфирия в иереи и делает ставрофилаком (хранителем Святого Креста в Иерусалимском храме). Через три года Порфирия рукополагают в епископы города Газа. В Газе процветало язычество, а христианская община была небольшая. Порфирий посылает Марка в Константинополь для того, чтобы Марк уговорил императора издать указ о уничтожении всех языческих храмов в Газе. Прибыв в столицу, Марк встречается с Иоанном Златоустом, и вместе с ним через евнуха Евтропия  достигает цели частично — император Аркадий издаёт указ о закрытии всех языческих храмов в Газе. Порфирий приступает к закрытию языческих храмов в Газе, но указ императора полностью не выполняется: часть языческих храмов закрыть не удалось. Идолопоклонники, которых было подавляющее большинство в Газах, ожесточались и не дозволяли христианам занимать общественные должности. Порфирий вместе с Марком в 401 году отправляется с столицу, здесь они встречаются с Иоанном Златоустом, и вместе с ним через евнуха кувикулярия Амантия пытаются достигнуть ранее поставленной цели — издания указа о уничтожении всех языческих храмов в Газе. Император в начале даёт отказ. Тогда Порфирий действует через императрицу Евдоксию, которая была беременная. Порфирий предсказывает ей о рождении мальчика-наследника. 10 апреля рождается будущий император Феодосий II. После рождения сына император Аркадий издаёт указ. После чего Порфирий с Марком отправляются в Газу, где уничтожают все языческие храмы при помощи императорских воинов, а всё имущество языческих храмов — золото и серебро становится собственностью христиан. В городе начинаются обыски, в домах граждан ищут идолов, после чего их уничтожают. Часть языческого населения покидает город. В своё сочинении Марк описывает различные чудеса, которые совершал Порфирий, и всячески восхваляет Порфирия; в конце сочинения Марк убеждает читателей о том, что Порфирий в раю.
Долгое время сочинение Марка было известно лишь в латинском переводе, в таком виде оно было издано в 65 томе Греческой Патрологии. Лишь к 1874 году  греческий подлинник был найден и издан Морицем Гауптом в Трудах Королевской Академии Наук в Берлине, за 1874 год. Русский перевод  «Жития святого Порфирия, епископа Газского» был сделан и опубликован И. Помяловским (Палестинский патерик. Выпуск 5. Императорское православное палестинское общество. СПб. 1895.)